# 亚历山德罗·科斯塔库塔
亚历山德罗·“比利”·科斯塔库塔（義大利語：Alessandro "Billy" Costacurta，1966年4月24日—）是一名前意大利足球运动员，从1987年至2007年一直效力于AC米兰。与队友保罗·马尔蒂尼一道，科斯塔库塔随队获得过许多荣誉，2006至07年球季後宣佈退休，翌季科斯塔库塔将担任主教练安切洛蒂的第二助理教练。意大利足球傳奇後衛之一。

## 俱乐部生涯
科斯塔库塔曾随AC米兰获得过七次意甲联赛冠军，以及五次欧洲冠军联赛（包括欧洲冠军杯）冠军（1989年、1990年、1994年、2003年以及2007年）。
2005-2006赛季末，四十岁的科斯塔库塔与俱乐部再次续约一年，推迟一年退役。他也因此成为了欧洲冠军联赛历史上年龄最大的球员：2006年11月21日，在0比1败给雅典AEK的比赛中，40岁零211天的科斯塔库塔代表球队出场，打破了前纪录保持者丹尼·维林登（Dany Verlinden）40岁116天的纪录。
2007年5月7日，四十一岁的科斯塔库塔正式宣布了他的退役决定，但会在接下来的2007-2008赛季中担任主教练卡洛·安切洛蒂的第二助理教练。2007年5月19日，AC米兰2006-2007赛季的最后一场主场比赛中，科斯塔库塔作为队长代表球队首发出场，打后腰位置，在比赛中罚进一粒点球，AC米兰最终败给2比3。这场比赛是科斯塔库塔1991-1992赛季以来的第一粒联赛进球。进球后不久，科斯塔库塔被换下场，全场观众起立鼓掌，表示敬意。对于这场比赛，科斯塔库塔说道：“这是非凡的一天，对于这一庆典我感到非常高兴，我感谢俱乐部、我的队友和我的家人，这是一个无法忘记的时刻，我希望留在AC米兰，俱乐部和我的队友们让这一切变成了可能，我将怀念这一时刻。但是我的新的教练生涯将不会让我有时间回头留恋。”
由于多年的经验，科斯塔库塔能够胜任后防线上所有的位置。职业生涯末期，除了担任中卫的替补，科斯塔库塔也曾在球队需要时作为左、右后卫出场。

## 国家队
90年代初，由马尔蒂尼、科斯塔库塔、弗兰科·巴雷西以及毛罗·塔索蒂组成的AC米兰后防也曾是意大利国家队的主力防线。科斯塔库塔曾随国家队参见过1994年和1998年两届世界杯，1994年获得亚军。科斯塔库塔还随国家队参加了1996年欧洲足球锦标赛。1998年，为国出战59场的科斯塔库塔宣布退出国家队。1994年，科斯塔库塔先是因为禁赛没能在冠军联赛决赛中出场，后来又因伤缺阵世界杯决赛。